# Dui Finn
Dui Finn, fils de Sétna Innarraid, est selon les légendes médiévales et la tradition pseudo historique irlandaise un Ard ri Erenn.

## Règne
Dui ou Duach, monte sur le trône après avoir tué son prédécesseur Siomón Brecc, qui était aussi le meurtrier de son père. Il règne dix ans avant d'être tué par Muiredach Bolgrach le fils de Siomón. Son fils Énna Derg sera ensuite également Ard ri Erenn.
Le Lebor Gabála Érenn synchronise son règne avec ceux de Xerxès Ier (485–465 av. J.-C.) et Artaxerxes Ier (465-424 av. J.-C.) sur l'Empire perse. La chronologie de Geoffrey Keating Foras Feasa ar Éirinn date son règne de 679-674 av. J.-C., et les Annales des quatre maîtres de 904-894 av. J.-C..

## Source
- (en) Cet article est partiellement ou en totalité issu de l’article de Wikipédia en anglais intitulé « Dui Finn » (voir la liste des auteurs), édition du 9 avril 2012.